# Иван Вучковић (политичар)
Иван Вучковић (Бор, 17. април 1987) српски је политичар, политички аналитичар, филозоф и есејиста. Тренутно врши дужност потпредседника Скупштине града Бора.

## Биографија
Иван Вучковић је рођен 17. априла 1987. године у Бору. Студије филозофије је завршио у Нишу као први у генерацији 2011. године са темом Декартово учење о супстанцији — Res cogitans и Res extensa, а годину дана раније (2010) био је проглашен за најбољег студента на департману. Исте године (2011) запослио се у Бору као средњошколски професор филозофије, етике и логике, где и даље ради. У међувремену, завршио је мастер студије (такође у Нишу), а мастер рад одбранио на тему Апсурд као основ побуне и воље у филозофији Албера Камија.
Током студија (2010), са још пар студената покренуо је факултетски часопис за културу и књижевност Недогледи, који је и даље актуелан, а у том периоду је учествовао на бројним културним манифестацијама и песничким сусретима у Нишу. Исте године објавио је и своју прву збирку песама Игра Ветрова. Такође, објавио је и неколико кратких прича за часопис Бдење (Књажевац/Сврљиг).
У периоду од 2011. године до данас објављивао је стручне есеје и интервјуе у бројним часописима у земљи и иностранству, као и бројним новинама и веб-порталима као што су Политика (Београд), РТС (Београд), Дијалог (Сарајево), Слово (Никшић), Бележница (Бор), Буктиња (Неготин), Eckermann (Нови Пазар), Интeрвју.рс (Београд) P.U.L.S.E, Култивиши се, Зајечар онлајн и Бор онлајн.
Иван Вучковић је држао и неколико предавања о раном хришћанству у Тезе, Француска) у оквиру Тезе кампа, као и неколико предавања о савременој филозофиј: (Технички факултет Бор, Дом омладине Бор, Народна библиотека Бор).
У јулу 2018. године, Радио телевизија Србије је објавила интервју који је радио са америчким филозофом и књижевником, професором Хансом Улрихом Гумбрехтом (енгл. Hans Ulrich Gumbrecht, Станфорд, САД).
Вучковић је покренуо „малу филозофску школу” у Бору — градску филозофску школу за млађе узрасте. Филозофска школа „Линкеј” изазвала је велико интересовање код младих, а октобра 2020. године добила је и признање Српске академије наука и уметности, када је САНУ званичним писмом постао покровитељ ове школе.
Иван Вучковић је почетком 2020. године урадио интервју са Александром Дробац, филмском продуценткињом, уметничком директорком Еколошког филмског фестивала у Филаделфији и сарадницом Џејмса Камерона. Такође је објавио и чланак у Данасу у ком је критиковао образовни систем у Србији.
Стални је члан редакције часописа Филозофски погледи (Philosophical Views) и сарадник Српског филозофског друштва. Сарађивао је са Ноамом Чомским, а крајем маја 2020. објављен је и његов интервју са њим у Политици. Од Чомског је јуна исте године добио и писмо препоруке за САНУ.
Он је у јулу 2020. године објавио текст за индијски/интернационални часопис Socrates који издаје Dr Abha Foundation под називом The Online Pseudo-Life of the New Generations. Поред тога, Вучковић објављује и на немачком језику као стални спољни сарадник швајцарског портала Philosophie. Он је крајем 2020. године почео да објављује колумне и за портал Direktno.rs, а био је укључен и у проблем положаја филозофије у средњим стручним школама. Тим поводом је 11. јануара 2021. био гост емисије Речено и прећутано на Радио Београду 2 и упутио је и отворено писмо министру просвете Бранку Ружићу. О стању филозофије у Србији Иван Вучковић је писао и за индијски портал Philosophy Today, као и за амерички портал Daily Nous.
Крајем октобра 2021. објавио је и текст за познати немачки часопис за културу и друштво Tabula Rasa. Почетком септембра 2022. Вучковић је као гост учествовао и на међународном филозофском скупу "Felix Romuliana" у Зајечару.У децембру исте године је разговарао са Ноамом Чомским у вези са ситуацијом у Украјини. Био је сарадник Политике као повремени колумниста.

## Политички рад
Иако није члан ниједне политичке странке нити је икада до сада био, Вучковић се актуелно бави политиком од маја 2022. године када је на локалним изборима у Бору изабран за одборника скупштине града Бора а затим и већином гласова одборника постављен да врши функцију потпредседника скупштине града. Говори енглески и немачки језик а неретко и пише на овим језицима. Московски лист "Парламентская газета" објавио је Вучковићеву анализу пада авиона ИЛ-76 назвавши га "српским експертом" алудирајући на његове претходне геополитичке анализе у листу "Политика". Такође је наставио да пише и за "Nova.rs" а почео је да објављује колумне (геополитичке анализе) и за црногорску "Борбу".
На локалним изборима у Бору 2022. нашао се на изборној листи регионалне странке Мост као други на листи. Након избора Мост улази у власт са Српском напредном странком, док је Вучковић постављен за заменика председника Скупштине града Бора гласовима већине одборника.. Током 2023. део опозиције у граду Бору је покренуо иницијативу за изградњу нове болнице уместо аква парка, на шта је Вучковић реаговао да опозиција, између осталог, није испоштовала ни основну процедуру, то јест није поднела неопходних десет посто потписа бирача уписаних у бирачки списак као и да ће и болнице и аква парка свакако бити. Током 2024. oд стране запослених у Канцеларији за младе у Бору је оптужен за мобинг, што је негирао и оценио као бесмислену креацију политичких неистомишљеника. Као политички аналитичар и сарадник неколико државних руских медија и пријатељ неколико руских дипломата, био је гост на свечаности поводом "Дана Русије" у руској амбасади у Београду у јуну 2024. године. У својим геополитичким анализама до сада је, између осталог, предвидео напад Ирана на Израел, ескалацију сукоба на подручју ширег Блиског истока а тачно је проценио и да ће сукоб у Украјини дуго трајати као и да ће Доналд Трамп освојити други мандат.
Део јавности је Вучковићу замерио  што није подржао колеге из средњих школа у Бору у обустави наставе, у оквиру настојања да се издејствује побољшање положаја просветних радника и испуњавање студентских захтева поводом трагедије на Железничкој станици у Новом Саду, већ је у јавном наступу на локалној Радио-телевизији Бор критиковао своје колеге.